# Daroga
Daroga var ett yrke i Mogulriket i Indien. 
De manliga daroga tjänstgjorde i mogulrikets armé och avdelades att tjänstgöra som administratörer och handha rättsskipningen i mindre distrikt. 
Kvinnliga daroga var kvinnor ur muslimska överklassfamiljer som utsågs till att tjänstgöra i mogulharemet.